# Зет и два нуля
«Зет и два нуля» («Зоопарк», англ. A Zed & Two Noughts, Z00) — драма Питера Гринуэя.

## Сюжет
Действие происходит в Великобритании. Mercury с водителем и двумя пассажирами попадает в автомобильную катастрофу из-за столкновения с лебедем. В результате столкновения погибают обе пассажирки (сёстры), водитель остаётся жива, но ей ампутируют ногу. Абсурдность аварии служит сюжетной канвой всей картины. Супруги погибших, братья-близнецы, под воздействием душевной травмы начинают обсессивно интересоваться всем, что связано со смертью и разложением, а также заводят роман с одноногой женщиной. Их работа в зоопарке предоставляет им широкие возможности наблюдать и снимать на видео сцены разложения растений и животных.

## В ролях
- Андреа Ферреоль — Альба Бьюик
- Брайан Дикон — Освальд Дьюс
- Эрик Дикон — Оливер Дьюс
- Фрэнсес Барбер — Венера Милосская
- Джосс Экленд — Ван Хойтен
- Джим Дэвидсон — Джошуа Плейт
- Агнес Брюле — Бета Бьюик
- Гусье ван Тилборг — Катерина Болнес
- Герард Толен — Ван Мегерен
- Кен Кэмпбелл — Стивен Пайп
- Вольф Калер — Филип Арк-ан-Сьель
- Джеффри Палмер — Фалласт

## Интересные факты
- В начале фильма вниманию зрителей представляется титульный газетный лист, содержащий заметку о смерти жён братьев Дьюс. Кроме этого, на той же странице присутствуют два сообщения, поясняющие сюжетные элементы из двух последующих фильмов Питера Гринуэя: «Живот архитектора» (1987) — заметка «Architect Dies» («Архитектор умирает»), и «Отсчёт утопленников» (1988) — заметка «A Hot Bath Heart Attack» («Сердечный приступ в горячей ванной»).[2]